# Félix Mathaus
Félix Mathaus Lima Santos (Boa Vista, 28 novembre 1990) è un calciatore capoverdiano, difensore del Nikī Volo.

## Caratteristiche tecniche
È un difensore centrale.

## Carriera
Dopo aver trascorso alcuni anni in Portogallo, l'8 luglio 2021 si trasferisce in Romania, accordandosi con il Gaz Metan Mediaș. Esordisce nel campionato rumeno il 17 luglio contro il Mioveni, subentrando al 79' al posto di Gabriel. Il 28 settembre 2022 viene ingaggiato dal Petrolul Ploiești.

## Statistiche

### Presenze e reti nei club
Statistiche aggiornate al 6 febbraio 2023.
| Stagione        | Squadra           | Campionato      | Campionato | Campionato | Coppe nazionali | Coppe nazionali | Coppe nazionali | Coppe continentali | Coppe continentali | Coppe continentali | Altre coppe | Altre coppe | Altre coppe | Totale | Totale |
| Stagione        | Squadra           | Comp            | Pres       | Reti       | Comp            | Pres            | Reti            | Comp               | Pres               | Reti               | Comp        | Pres        | Reti        | Pres   | Reti   |
| --------------- | ----------------- | --------------- | ---------- | ---------- | --------------- | --------------- | --------------- | ------------------ | ------------------ | ------------------ | ----------- | ----------- | ----------- | ------ | ------ |
| 2021-2022       | Gaz Metan Mediaș  | L1              | 7+8        | 0+2        | CR              | 0               | 0               | -                  | -                  | -                  | -           | -           | -           | 15     | 2      |
| 2022-2023       | Petrolul Ploiești | L1              | 10         | 0          | CR              | 3               | 0               | -                  | -                  | -                  | -           | -           | -           | 13     | 0      |
| Totale carriera | Totale carriera   | Totale carriera | 25         | 2          |                 | 3               | 0               |                    | -                  | -                  |             | -           | -           | 28     | 2      |